# Hannu Patronen
Hannu Jarl Johannes Patronen (ur. 23 maja 1984 w Järvenpie) – piłkarz fiński grający na pozycji środkowego obrońcy. Od 2008 roku jest zawodnikiem klubu Helsingborgs IF.

## Kariera klubowa
Karierę piłkarską Patronen rozpoczął w klubie FC Honka. W 2002 roku awansował do kadry pierwszej drużyny i wtedy też zadebiutował w jego barwach w pierwszej lidze fińskiej. W 2008 roku wywalczył z Honką wicemistrzostwo Finlandii.
W połowie 2008 roku Patronen przeszedł z Honki do szwedzkiego Helsingborgs IF. W nowym zespole swój debiut zanotował 15 lipca 2008 roku w wygranym 2:1 domowym spotkaniu z AIK Fotboll. W 2010 roku został wicemistrzem kraju, a w 2011 wywalczył mistrzostwo Szwecji. Wraz z Helsingborgiem zdobył też dwa Puchary Szwecji (2010, 2011) i Superpuchar Szwecji (2011).
| Sezon | Klub            | Kraj      | Rozgrywki     | Mecze | Bramki |
| ----- | --------------- | --------- | ------------- | ----- | ------ |
| 2002  | FC Honka        | Finlandia | Veikkausliiga | 5     | 0      |
| 2003  | FC Honka        | Finlandia | Veikkausliiga | 11    | 0      |
| 2004  | FC Honka        | Finlandia | Veikkausliiga | 16    | 5      |
| 2005  | FC Honka        | Finlandia | Veikkausliiga | 22    | 0      |
| 2006  | FC Honka        | Finlandia | Veikkausliiga | 21    | 0      |
| 2007  | FC Honka        | Finlandia | Veikkausliiga | 16    | 2      |
| 2008  | FC Honka        | Finlandia | Veikkausliiga | 10    | 0      |
| 2008  | Helsingborgs IF | Szwecja   | Allsvenskan   | 17    | 1      |
| 2009  | Helsingborgs IF | Szwecja   | Allsvenskan   | 12    | 0      |
| 2010  | Helsingborgs IF | Szwecja   | Allsvenskan   | 11    | 0      |
| 2011  | Helsingborgs IF | Szwecja   | Allsvenskan   | 6     | 1      |

## Kariera reprezentacyjna
W reprezentacji Finlandii Patronen zadebiutował 9 lutego 2011 roku w zremisowanym 1:1 towarzyskim meczu z Belgią.